# صفحه ریورا

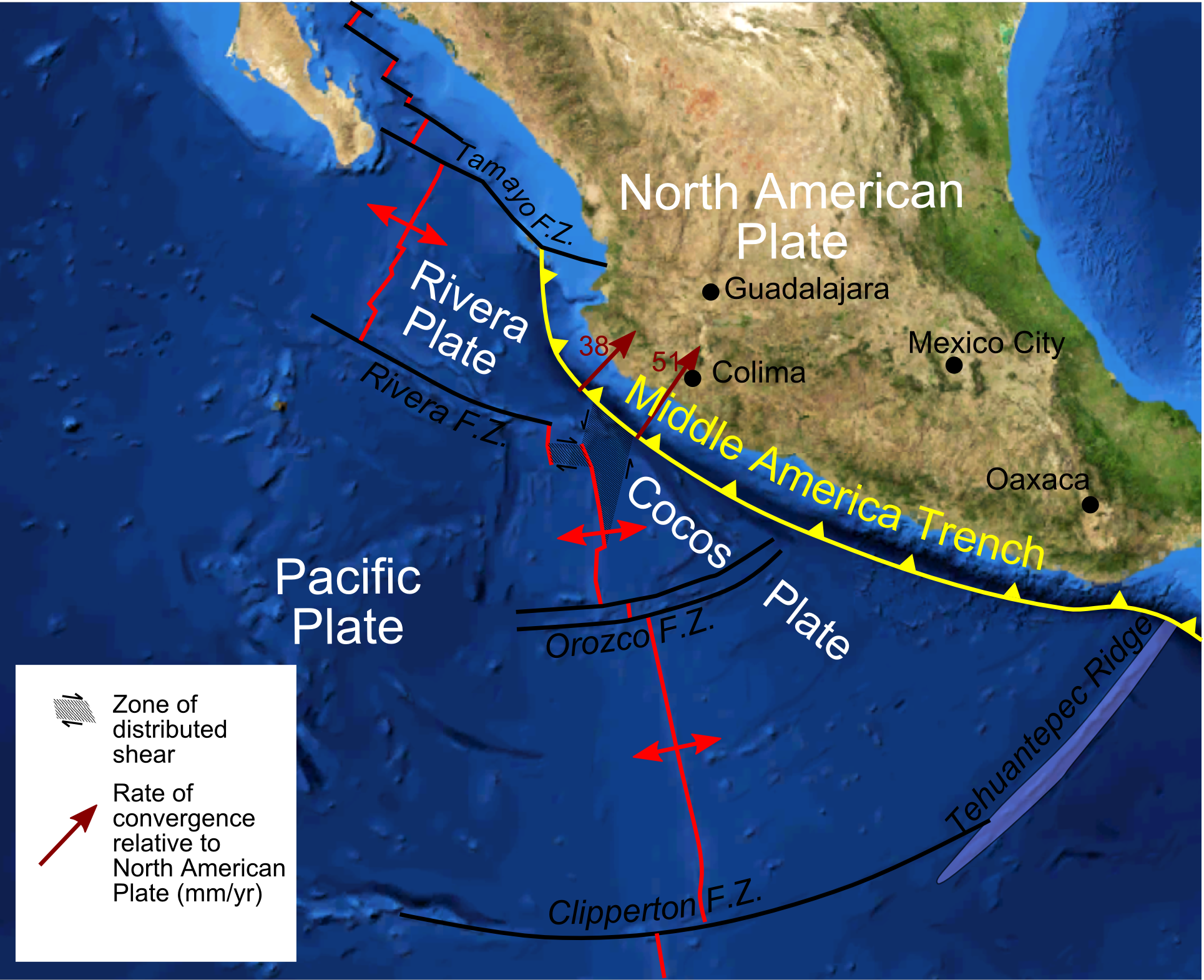
مرزهای صفحه‌های زمین‌ساختی اقیانوس آرام در بخش فراساحلی غرب مکزیک

صفحه ریورا (انگلیسی: Rivera Plate) یک صفحه زمین‌ساختی کوچک (ریزصفحه) واقع در سواحل غربی مکزیک است که درست در جنوب شبه‌جزیره باخا کالیفرنیا قرار دارد. این صفحه از شمال‌غربی با خیز شرقی اقیانوس آرام، از جنوب‌غربی با گسل ترادیس ریورا، در جنوب‌شرقی توسط یک منطقه دگرشکلی و در شمال‌شرقی با درازگودال آمریکای میانی و یک منطقه دگرشکلی دیگر محدود می‌شود.
گمان می‌رود که صفحه ریورا از صفحه کوکوس جدا شده و حدود ۵ تا ۱۰ میلیون سال پیش در جنوب‌شرقی آن قرار گرفته‌است. تصاویر لرزه‌خیزی و برش‌نگاری نشان می‌دهد که صفحه ریورا با زاویه حدود ۴۰ درجه به زیر منطقه پیش‌کمان و با زاویه حدود ۷۰ درجه به زیر کمربند آتشفشانی سراسری مکزیک فرومی‌رود. فرورانش صفحه ریورا به زیر صفحه آمریکای شمالی در محل درازگودال آمریکای میانی، عامل قوی‌ترین زمین‌لرزه‌های تاریخ مکزیک بوده‌است، از جمله بزرگ‌ترین زمین‌لرزه مکزیک در طول قرن بیستم که در ۳ ژوئن ۱۹۳۲ در ایالت خالیسکو رخ داد. بزرگی این زمین‌لرزه ۸٫۲ و پس‌لرزه آن ۷٫۸ بوده‌است و هر دو لرزه باعث تلفات و خسارات گسترده‌ای شدند.
در ۹ اکتبر ۱۹۹۵ زمین‌لرزه‌ای به بزرگی ۷٫۶ در زیر منطقه خالیسکو رخ داد و باعث خسارات جانی و مالی قابل توجهی شد.
در ۲۴ ژانویه ۲۰۰۳ نیز زمین‌لرزه دیگری با بزرگی ۷٫۸ در نزدیکی کولیما در مکزیک رخ داد.